# 小行星14174
小行星14174（14174 Deborahsmall）是一颗绕太阳运转的小行星，为主小行星带小行星。该小行星于1998年11月10日发现。

## 轨道参数
小行星14174的轨道半长轴为2.8540026 UA，离心率为0.181。